# Жълтораменна амазона
Жълтораменната амазона (Amazona barbadensis) е вид птица от семейство Папагалови (Psittacidae). Видът е световно застрашен, със статут уязвим.
Включен е в приложение I на CITES и Приложение А на Регламент (ЕО) № 338/97.

## Разпространение и местообитание
Разпространен е в Бонер, Синт Еустациус, Саба и Венецуела.